# Urophyllum britannicum
Urophyllum britannicum är en måreväxtart som beskrevs av Herbert Fuller Wernham. Urophyllum britannicum ingår i släktet Urophyllum och familjen måreväxter. Inga underarter finns listade i Catalogue of Life.